# إيفان كاردوسو
إيفان كاردوسو (بالبرتغالية: Ivan Cardoso‏) هو مخرج برازيلي، ولد في 1952 في ريو دي جانيرو في البرازيل.

## وصلات خارجية
- إيفان كاردوسو على موقع IMDb (الإنجليزية)
- إيفان كاردوسو على موقع ألو سيني (الفرنسية)
- إيفان كاردوسو على موقع أول موفي (الإنجليزية)
- إيفان كاردوسو على موقع قاعدة بيانات الفيلم (الإنجليزية)
- إيفان كاردوسو على موقع كينوبويسك (الروسية)